# Apamea altijuga
Apamea altijuga är en fjärilsart som beskrevs av Koshantschikov 1925. Apamea altijuga ingår i släktet Apamea och familjen nattflyn. Inga underarter finns listade i Catalogue of Life.